# Джепаров, Сервер Решатович
Серве́р Реша́тович Джепа́ров (узб. Server Reshat o‘g‘li Jeparov; род. 3 октября 1982, Чирчик, Ташкентская область) — узбекистанский футболист; тренер. Выступал за национальную сборную Узбекистана в 2002—2017 годах. На данный момент главный тренер ФК Ок-тепа
Один из самых титулованных футболистов Узбекистана и Азии. 9-кратный чемпион Узбекистана, чемпион Южной Кореи и Саудовской Аравии. В 2008 и 2011 годах признавался футболистом года в Азии, в 2008 и 2010 годах футболистом года в Узбекистане, в 2008 году становился лучшим бомбардиром чемпионата Узбекистана с 19 голами. Лучший гвардеец сборной Узбекистана (126 матчей) и её бывший капитан (до осени 2015 года).

## Карьера

### Клубная
Сервер Джепаров родился 3 октября 1982 года в городе Чирчик Ташкентской области Узбекской ССР. Отец — крымский татарин, мать — русская.
Начал свою профессиональную карьеру в наманганском «Навбахоре» в 2000 году. Сыграл за «Навбахор» 46 матчей и забил семь голов. В 2002—2007 годах выступал за ташкентский «Пахтакор», в составе которого сыграл 152 матча и забил 64 гола, что сделало его одним из лучших гвардейцев и бомбардиров «Пахтакора». С 2008 по 2010 год играл за ещё один ташкентский клуб — «Бунёдкор», 46 матчей и 38 голов. В 2008 году был признан лучшим футболистом года в Азии, а также лучшим футболистом года в Узбекистане. Летом 2010 года был отдан в аренду южнокорейскому клубу «Сеул», в составе которого в 2010 году стал чемпионом Южной Кореи и обладателем Кубка Лиги. Выступал за «Сеул» до лета 2011 года, сыграл 14 матчей и смог забить один гол. В 2010 году во второй раз был признан лучшим футболистом года в Узбекистане.
В июле 2011 года подписал трёхлетний контракт с саудовским клубом «Аль-Шабаб», в составе которого в сезоне 2012 года стал победителем чемпионата Саудовской Аравии. В 2011 году во второй раз был признан лучшим футболистом года в Азии. В феврале 2013 года подписал контракт с ещё одним южнокорейским клубом — «Соннам», за которого сыграл 55 матчей и забил 13 голов, а в 2014 году выиграл Кубок Корейской футбольной ассоциации. В течение 2015 года выступал также за южнокорейский клуб, за «Ульсан Хёндэ», сыграл 22 матча и забил шесть голов.

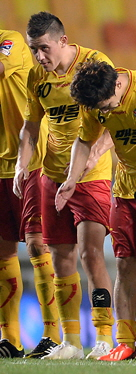
Джепаров в составе клуба «Соннам» в 2013 году

В начале 2016 года подписал контракт с ташкентским «Локомотивом», с которым впоследствии стал чемпионом Узбекистана и обладателем Кубка Узбекистана, также дошёл до 1/4 финала в Лиге чемпионов АФК. В январе 2017 года подписал контракт с иранским клубом «Эстегляль», но в конце января выяснилось что ФИФА наложила запрет «Эстеглялу» на регистрацию новых футболистов из-за того что клуб не оплатил зарплату по контракту немецкому легионеру Адилю Шихи, который играл за тегеранский клуб в 2015—2016 годах (сыграл всего пять матчей). Из-за этого, «Эстегляль» не смог добавить двух новых приобретённых игроков, Сервера Джепарова и Андраника Теймуряна в заявку команды, и они были временно отданы в аренду в другие иранские клубы, Сервер Джепаров на полгода в «Сепахан», хотя изначально его хотели отдать в «Эстегляль Хузестан».
В составе «Сепехана» Джепаров выступал до лета 2017 года. За это время он стал одним из лидеров команды и сыграл 10 игр, забив один гол. Летом того же года вернулся из аренды в «Эстегляль», и начал выступать за тегеранский клуб.
26 июля 2018 года подписал контракт с казахстанским клубом «Жетысу» из Талдыкоргана до конца сезона. Но дебютировал в чемпионате только 16 сентября в выездном матче с костанайским «Тоболом» и сравнял счёт с пенальти (2:2). Но по окончании сезона в ноябре футболист не стал продлевать контракт из-за малой игровой практики в клубе (всего 5 игр за 4 месяца). С 2019 года игрок бекабадского клуба «Металлург».

### В сборной
С 2002 года по 2017 год Сервер Джепаров выступал за национальную сборную Узбекистана. Выступал в составе сборной Узбекистана в четырёх Кубках Азии (2004, 2007, 2011, 2015). С середины 2000-х и до осени 2015 года являлся капитаном сборной Узбекистана. Является лучшим гвардейцем сборной Узбекистана (126 матчей), забил в составе сборной 25 голов.

## Достижения

### Командные
«Пахтакор»
- Чемпион Узбекистана (6): 2002, 2003, 2004, 2005, 2006, 2007
- Обладатель Кубка Узбекистана (6): 2002, 2003, 2004, 2005, 2006, 2007
- Обладатель Кубка чемпионов Содружества (1): 2007

 «Бунёдкор»
- Чемпион Узбекистана (2): 2008, 2009
- Обладатель Кубка Узбекистана (1): 2008
- Финалист Кубка Узбекистана (1): 2009

 «Сеул»
- Чемпион Южной Кореи (1): 2010
- Обладатель Кубка Лиги (1): 2010

 «Аль-Шабаб»
- Чемпион Саудовской Аравии (1): 2012

 «Соннам»
- Обладатель Кубка КФА (1): 2014

 «Локомотив Ташкент»
- Чемпион Узбекистана (1): 2016
- Обладатель Кубка Узбекистана (1): 2016

 «Эстегляль»
- Обладатель Кубка Хазфи (1): 2017/2018

### Личные
- Футболист года в Азии (2): 2008, 2011
- Футболист года в Узбекистане (2): 2008, 2010
- Лучший бомбардир чемпионата Узбекистана: 2008

## Личная жизнь
Сервер Джепаров женат, имеет сына по имени Рауль и две дочери по имени Вероника и Мия. Также обладает большой семьёй.